# Saint-Vigor-le-Grand
Saint-Vigor-le-Grand è un comune francese di 2 075 abitanti situato nel dipartimento del Calvados nella regione della Normandia.

## Società

### Evoluzione demografica
Abitanti censiti